# Trefor Goronwy
Trefor Goronwy est un musicien et chanteur anglais. Il joue de la guitare, de la basse et s'exerce parfois aux percussions.

## Biographie
Il rejoint This Heat, pour la tournée finale du groupe en 1982,, et continue par la suite à travailler avec le batteur Charles Hayward dans son nouveau groupe, Camberwell Now,. Il a également travaillé en tant qu'ingénieur du son pour les groupes Pere Ubu, Towering Inferno, David Thomas and Two Pale Boys, Spearmint, Momus et le groupe de musique traditionnelle mongole Huun-Huur-Tu. Au début des années 90, il part pour la Russie et s'intéresse de très près à la Musique kazakhe.